# لاوال، کبک
لاوال (کـِبـِک) شهری است در کشور کانادا در جنوب غربی کبک.این شهر چهاردهمین شهر بزرگ کانادا است و جمعیت آن در سال ۲۰۰۶ بالغ بر ۳۶۸،۷۰۹ نفر بوده‌است و طبق برآوردها جمعیت آن در سال ۲۰۱۱ بالغ بر ۳۹۸،۶۶۷ نفر تخمین زده می‌شود.